# Везенков, Александр
Александр Везенков (род. 8 августа 1995, Никосия, Республика Кипр) — болгарский, кипрский и греческий баскетболист, играющий на позиции тяжёлого форварда за клуб «Олимпиакос».

## Клубная карьера
Везенков родился в Никосии в болгарской семье. Всё его детство прошло в Никосии, там же Александр делал первые шаги в баскетболе, играл за молодёжный состав местного профессионального клуба «АПОЭЛ». В 2009 году он переехал в Грецию и стал выступать за клуб «Арис». Через два года Везенков стал привлекаться к играм основного состава и в 15 лет дебютировал в чемпионате Греции. По ходу сезона 2012/2013 он сумел окончательно закрепиться в составе «Ариса» и впервые был признан лучшим молодым игроком чемпионата Греции. Весной 2013 года Везенков подал заявление о поступлении в американский Университет Ксавьера, где должен был выступать за университетскую баскетбольную команду. Однако позднее он отозвал заявление и в августе 2013 года заключил с «Арисом» новый контракт на три года.
В сезоне 2013/2014 средняя результативность Везенкова в чемпионате Греции составляла 11,1 очка, 5,9 подбора и 2,1 передачи в среднем за игру. Вновь по итогам сезона он был признан лучшим молодым игроком чемпионата. Особенно удачным оказался для Александр сезон 2014/2015, когда его результативность возросла до 18 очков и 7,7 подбора за игру. В этом сезоне Везенков в третий раз подряд был признан лучшим молодым игроком чемпионата, а также был удостоен званий самого прогрессирующего и самого ценного игрока, кроме того, он стал самым результативным игроком греческого чемпионата и занял второе место по числу подборов.
Летом 2015 года Везенков заключил контракт с испанским клубом «Барселона» на четыре года. За его переход испанцы заплатили «Арису» 315 тыс. евро. Контракт Александра предусматривает возможность выкупа в случае поступления предложений из НБА, в этом случае «Барселона» получит около 1 млн евро в качестве отступных. В своём первом сезоне в «Барселоне» Везенков сыграл 33 матча в чемпионате Испании и 19 матчей в Евролиге, также стал обладателем Суперкубка Испании. Его игровое время и результативность существенно снизились по сравнению с последним сезоном в Греции. В 2016 году Везенков выставил свою кандидатуру на драфт НБА, но позднее снял её. В следующем году он вновь выставил свою кандидатуру на драфт, где был выбран во втором раунде под общим 57 номером командой «Бруклин Нетс».
1 июля 2023 года Везенков подписал трехлетний контракт с клубом «Сакраменто Кингз» на сумму 20 миллионов долларов.

## Выступления за сборную
В 2010 и 2011 годах Везенков играл за сборную Болгарии на чемпионатах Европы среди юношей до 16 лет, на последнем стал лучшим игроком турнира по набранным очкам (27,1 в среднем за игру). В 2012 и 2013 году он выступал на чемпионатах Европы среди юношей до 18 лет. В составе команды юношей до 20 лет Везенков играл на чемпионатах Европы 2012 и 2014 года, на последнем стал самым результативным по очкам и подборам (19,3 и 11,2 в среднем за игру, соответственно).
За взрослую сборную Болгарии Везенков играл в отборочном турнире к чемпионату Европы 2015 года и был самым результативным игроком в своей команде.

## Стиль игры
У Везенкова хорошо поставлен бросок, что делает его эффективным атакующим игроком на любой дистанции, в том числе хорошо он бросает из-за периметра. Александр хорошо принимает мяч и бросает после дриблинга. В игре под кольцом Везенков умеет бросать после поворотов в обе стороны, посылает мяч быстрым броском по высокой дуге, из-за чего блокировать такой бросок очень сложно. Его отличает хорошее понимание игры и редко свойственная игрокам его возраста зрелость. Александр хорошо действует на подборах, обладает неплохим пасом, не боится брать на себя игру.
Главная слабость Везенкова — его физические данные. Он не достаточно габаритный и сильный игрок, чтобы подолгу играть на позиции тяжёлого форварда, а для эффективной игры третьим номером ему не хватает атлетизма и скорости. Александр слабо играет в защите, ему не хватает роста и прыгучести, чтобы эффективно сдерживать более высоких и атлетичных соперников на его позиции.

## Личная жизнь
Александр — сын Сашо Везенкова, в прошлом баскетболиста, выступавшего за мужскую сборную Болгарии на трёх чемпионатах Европы. Сашо обосновался на Кипре, где профессионально играл в баскетбол, позднее работал тренером и менеджером в софийском клубе «Академик». Старшая сестра Александра, Михаела Везенкова, также стала баскетболисткой, она выступала за баскетбольную команду Университета Северной Каролины в Уилмингтоне, профессиональные клубы Кипра и женскую сборную Республики Кипр.
Александр долгое время имел двойное гражданство — Республики Кипр, где родился и вырос, и Болгарии, откуда родом его родители. В 2015 году он получил ещё и греческое гражданство, заявив при этом, что воспитывался в греческой культуре и всегда считал себя греком.

## Статистика

### Статистика в НБА
| Сезон   | Команда    | Регулярный сезон | Регулярный сезон          | Регулярный сезон         | Регулярный сезон         | Регулярный сезон                      | Регулярный сезон                   | Регулярный сезон            | Регулярный сезон           | Регулярный сезон              | Регулярный сезон              | Регулярный сезон         | Серия плей-офф  | Серия плей-офф            | Серия плей-офф           | Серия плей-офф           | Серия плей-офф                        | Серия плей-офф                     | Серия плей-офф              | Серия плей-офф             | Серия плей-офф                | Серия плей-офф                | Серия плей-офф           |
| Сезон   | Команда    | Сыгранные матчи  | Матчи в стартовой пятёрке | Количество минут за игру | Процент попаданий с игры | Процент попадания трёхочковых бросков | Процент попадания штрафных бросков | Количество подборов за игру | Количество передач за игру | Количество перехватов за игру | Количество блок-шотов за игру | Количество очков за игру | Сыгранные матчи | Матчи в стартовой пятёрке | Количество минут за игру | Процент попаданий с игры | Процент попадания трёхочковых бросков | Процент попадания штрафных бросков | Количество подборов за игру | Количество передач за игру | Количество перехватов за игру | Количество блок-шотов за игру | Количество очков за игру |
| ------- | ---------- | ---------------- | ------------------------- | ------------------------ | ------------------------ | ------------------------------------- | ---------------------------------- | --------------------------- | -------------------------- | ----------------------------- | ----------------------------- | ------------------------ | --------------- | ------------------------- | ------------------------ | ------------------------ | ------------------------------------- | ---------------------------------- | --------------------------- | -------------------------- | ----------------------------- | ----------------------------- | ------------------------ |
| 2023/24 | Сакраменто | 42               | 0                         | 12,2                     | 44,0                     | 37,5                                  | 80,0                               | 2,3                         | 0,5                        | 0,5                           | 0,2                           | 5,4                      | Не участвовал   | Не участвовал             | Не участвовал            | Не участвовал            | Не участвовал                         | Не участвовал                      | Не участвовал               | Не участвовал              | Не участвовал                 | Не участвовал                 | Не участвовал            |
|         | Всего      | 42               | 0                         | 12,2                     | 44,0                     | 37,5                                  | 80,0                               | 2,3                         | 0,5                        | 0,5                           | 0,2                           | 5,4                      | Не участвовал   | Не участвовал             | Не участвовал            | Не участвовал            | Не участвовал                         | Не участвовал                      | Не участвовал               | Не участвовал              | Не участвовал                 | Не участвовал                 | Не участвовал            |

### Статистика в других лигах
| Сезон | Команда              | Лига                 | GP  | GS  | MPG  | FG%  | 3P%  | FT%   | RPG | APG | SPG | BPG | PFL | TOV | PPG  |
| --- | -------------------- | -------------------- | --- | --- | ---- | ---- | ---- | ----- | --- | --- | --- | --- | --- | --- | ---- |
| 2011/12 | Арис                 | Чемпионат Греции     | 9   | 0   | 2,7  | 33,3 | 0,0  | -     | 0,2 | 0,2 | 0,1 | 0,0 | 0,2 | 0,1 | 0,4  |
| 2012/13 | Арис                 | Чемпионат Греции     | 21  | 0   | 13,8 | 44,0 | 26,1 | 75,0  | 2,5 | 0,8 | 0,5 | 0,0 | 1,6 | 0,3 | 3,9  |
| 2013/14 | Арис                 | Чемпионат Греции     | 26  | 22  | 27,9 | 49,5 | 38,5 | 75,6  | 5,8 | 2,1 | 0,8 | 0,2 | 1,2 | 1,6 | 11,1 |
| 2014/15 | Арис                 | Чемпионат Греции     | 35  | 35  | 32,4 | 47,9 | 38,7 | 77,5  | 7,3 | 1,7 | 1,1 | 0,3 | 2,6 | 1,5 | 17,0 |
| 2015/16 | Все клубы            | Все лиги             | 66  | 7   | 11,7 | 47,6 | 37,4 | 82,4  | 2,1 | 0,5 | 0,2 | 0,1 | 1,3 | 0,4 | 3,7  |
| 2015/16 | Барселона            | Чемпионат Испании    | 43  | 6   | 13,2 | 48,2 | 35,0 | 79,3  | 2,5 | 0,6 | 0,2 | 0,1 | 1,6 | 0,4 | 4,3  |
| 2015/16 | Барселона            | Евролига             | 22  | 1   | 8,9  | 45,7 | 44,4 | 100,0 | 1,2 | 0,3 | 0,2 | 0,0 | 0,9 | 0,3 | 2,7  |
| 2015/16 | Барселона            | Кубок Испании        | 1   | 0   | 10,1 | 50,0 | -    | -     | 4,0 | 0,0 | 0,0 | 0,0 | 1,0 | 0,0 | 2,0  |
| 2016/17 | Все клубы            | Все лиги             | 67  | 24  | 18,8 | 54,7 | 41,0 | 83,7  | 3,1 | 0,9 | 0,6 | 0,2 | 1,9 | 0,7 | 8,1  |
| 2016/17 | Барселона            | Чемпионат Испании    | 35  | 17  | 18,8 | 52,8 | 35,6 | 84,3  | 3,1 | 0,8 | 0,5 | 0,3 | 2,2 | 0,8 | 8,7  |
| 2016/17 | Барселона            | Евролига             | 30  | 6   | 18,4 | 57,7 | 47,9 | 84,8  | 3,2 | 1,1 | 0,7 | 0,2 | 1,5 | 0,6 | 7,5  |
| 2016/17 | Барселона            | Кубок Испании        | 2   | 1   | 24,7 | 50,0 | 50,0 | 50,0  | 1,0 | 0,0 | 0,0 | 0,5 | 1,5 | 0,0 | 7,5  |
| 2017/18 | Все клубы            | Все лиги             | 34  | 9   | 14,0 | 51,1 | 37,3 | 81,5  | 3,0 | 0,7 | 0,4 | 0,4 | 1,5 | 0,4 | 5,6  |
| 2017/18 | Барселона            | Чемпионат Испании    | 21  | 8   | 15,4 | 53,8 | 42,9 | 71,4  | 3,3 | 0,9 | 0,4 | 0,5 | 1,7 | 0,5 | 6,9  |
| 2017/18 | Барселона            | Евролига             | 13  | 1   | 11,7 | 42,9 | 22,2 | 92,3  | 2,5 | 0,5 | 0,4 | 0,1 | 1,2 | 0,2 | 3,5  |
| 2018/19 | Все клубы            | Все лиги             | 53  | 18  | 14,4 | 51,3 | 32,6 | 81,1  | 3,4 | 0,7 | 0,4 | 0,1 | 1,1 | 0,4 | 5,7  |
| 2018/19 | Олимпиакос           | Евролига             | 28  | 3   | 10,4 | 48,8 | 20,7 | 81,0  | 2,2 | 0,4 | 0,4 | 0,0 | 0,9 | 0,3 | 3,8  |
| 2018/19 | Олимпиакос           | Чемпионат Греции     | 25  | 15  | 18,9 | 52,6 | 38,1 | 81,3  | 4,8 | 1,1 | 0,5 | 0,2 | 1,4 | 0,5 | 7,9  |
| 2019/20 | Олимпиакос           | Евролига             | 26  | 3   | 13,6 | 54,8 | 45,9 | 80,8  | 2,0 | 0,5 | 0,3 | 0,2 | 1,2 | 0,3 | 7,0  |
| 2020/21 | Олимпиакос           | Евролига             | 31  | 12  | 23,6 | 46,3 | 43,0 | 88,7  | 5,4 | 1,1 | 0,7 | 0,5 | 1,4 | 0,5 | 11,5 |
| 2021/22 | Все клубы            | Все лиги             | 67  | 64  | 27,6 | 54,7 | 39,6 | 82,1  | 6,4 | 1,7 | 0,9 | 0,3 | 1,4 | 0,7 | 14,5 |
| 2021/22 | Олимпиакос           | Евролига             | 38  | 36  | 30,3 | 53,0 | 37,0 | 83,3  | 5,9 | 1,5 | 1,0 | 0,2 | 1,5 | 0,8 | 13,7 |
| 2021/22 | Олимпиакос           | Чемпионат Греции     | 29  | 28  | 24,0 | 56,9 | 43,4 | 80,7  | 7,1 | 1,9 | 0,9 | 0,4 | 1,2 | 0,5 | 15,5 |
| 2022/23 | Все клубы            | Все лиги             | 70  | 69  | 26,8 | 55,3 | 38,3 | 84,0  | 6,4 | 1,9 | 1,0 | 0,3 | 1,4 | 1,0 | 17,2 |
| 2022/23 | Олимпиакос           | Евролига             | 40  | 39  | 29,2 | 53,6 | 37,8 | 87,9  | 6,8 | 1,9 | 0,9 | 0,3 | 1,6 | 1,0 | 17,6 |
| 2022/23 | Олимпиакос           | Чемпионат Греции     | 30  | 30  | 23,6 | 58,0 | 39,4 | 80,3  | 5,7 | 2,0 | 1,0 | 0,3 | 1,2 | 0,9 | 16,7 |
| Всего | Всего                | Всего                | 505 | 263 | 20,3 | 52,0 | 39,0 | 82,2  | 4,3 | 1,2 | 0,6 | 0,2 | 1,5 | 0,7 | 9,8  |
| В Евролиге | В Евролиге           | В Евролиге           | 228 | 101 | 20,2 | 52,0 | 39,5 | 86,0  | 4,1 | 1,0 | 0,6 | 0,2 | 1,3 | 0,6 | 9,6  |
| В чемпионате Греции | В чемпионате Греции  | В чемпионате Греции  | 175 | 130 | 23,1 | 52,2 | 39,1 | 78,9  | 5,5 | 1,6 | 0,8 | 0,2 | 1,5 | 0,9 | 12,1 |
| В чемпионате Испании | В чемпионате Испании | В чемпионате Испании | 99  | 31  | 15,7 | 51,6 | 36,9 | 80,9  | 2,9 | 0,7 | 0,3 | 0,3 | 1,8 | 0,6 | 6,4  |
| Наведите курсор мыши на аббревиатуры в заголовке таблицы, чтобы прочесть их расшифровку Статистика приведена с сайта basketball.realgm.com |                      |                      |     |     |      |      |      |       |     |     |     |     |     |     |      |